# مقياس قدرات مجتمع مالتنوماه
مقياس قدرات مجتمع مالتنوماه (بالإنجليزية: Multnomah Community Ability Scale) هو تقييم موحد للصحة العقلية يسجل عدة محاور مختلفة للوظائف بشكل مستقل. تطوّر الاختبار في الأصل في مقاطعة مولتنوماه بولاية أوريغون، والتي لا يزال اسمه يحمل اسمها. يعد المقياس أداة شائعة في تقييم التقدم المحرز في أهداف العلاج، لأنه أكثر تعمقًا من مقياس التقييم العالمي للأداء الأكثر بساطة.